# Safonovo

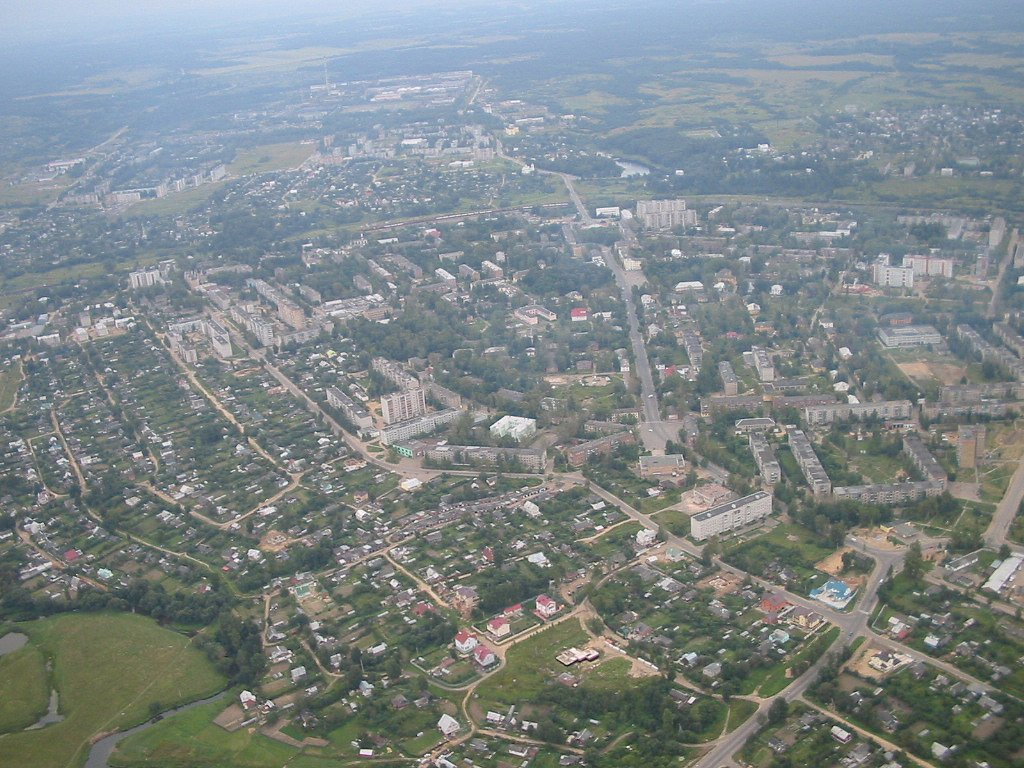
Flygbild över Safonovo.

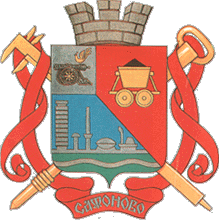
Stadens vapen.

Safonovo (ryska Сафо́ново) är en stad i Smolensk oblast, Ryssland. Folkmängden uppgick till 43 477 invånare i början av 2015.